# Brodwino

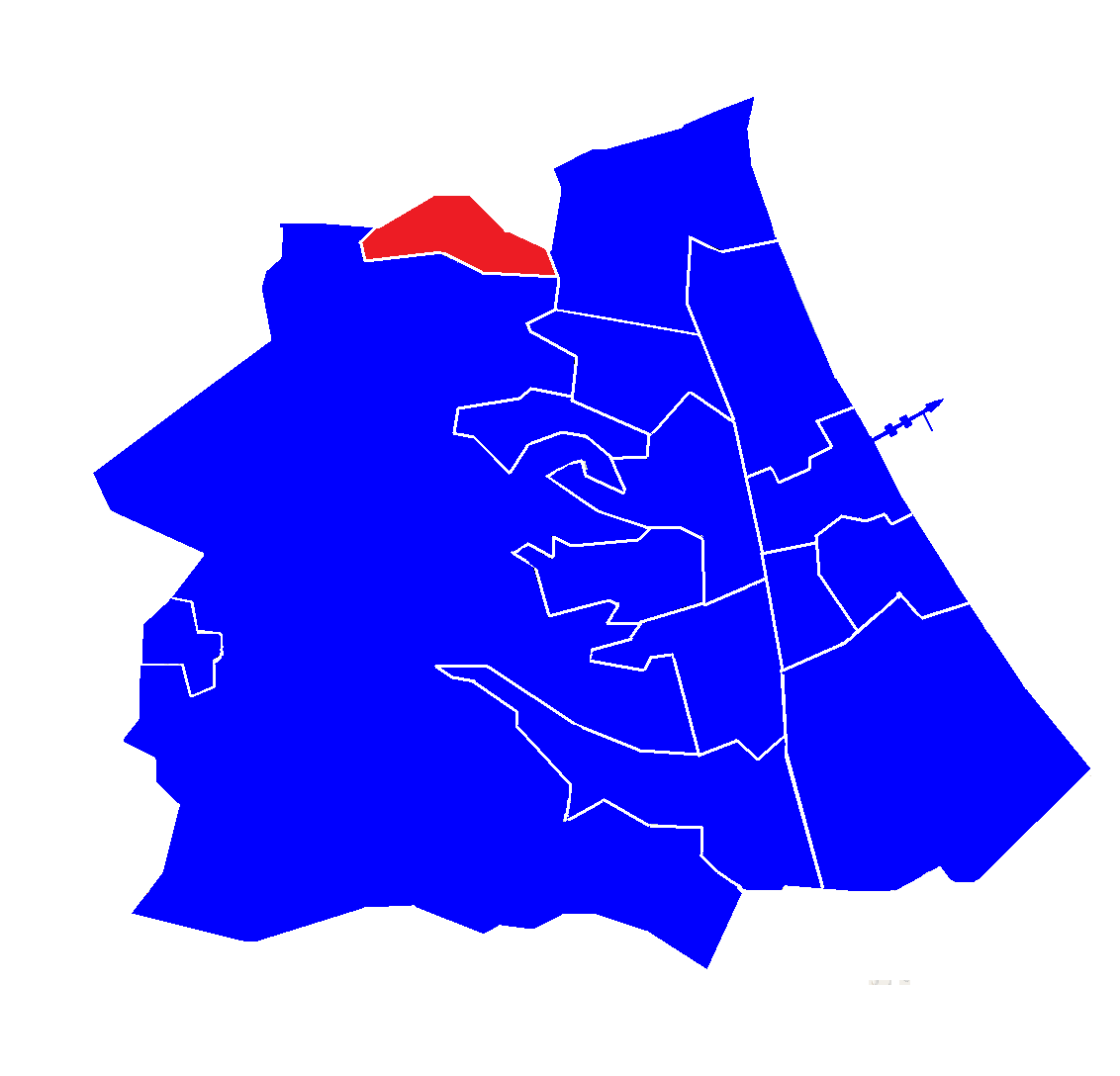
Brodwino na mapie Sopotu

Brodwino (kaszb. Brodwino) – północno-zachodnie osiedle Sopotu, otoczone z trzech stron Trójmiejskim Parkiem Krajobrazowym, od wschodu graniczy z Kamiennym Potokiem. Nazwa pochodzi od słowa „brodzić”, czyli przechodzić przez rzekę brodem w miejscu płycizny, i odwołuje się do płynącego tu Kamiennego Potoku. 

## Historia
Nazwa Brodwino pozostała po wczesnośredniowiecznej wsi, przekazanej w 1283 przez Mściwoja II cystersom w Oliwie i włączonej przed 1550 do Sopotu. W I poł. lat 20. XX w. powstały drenażowe ujęcie wody dla dzielnicy, nazwanej od Kamiennego Potoku, zbudowane w latach 1922–1926, oraz ogrodnictwo miejskie u zbiegu obecnych ulic W. Cieszyńskiego i O. Kolberga. 
Inwestorem budowy osiedla była Nauczycielska Spółdzielnia Mieszkaniowa, która powstała w 1957 roku. NSM była pod koniec 1974 r. największą sopocką spółdzielnią mieszkaniową. Za wykonanie inwestycji na Brodwinie odpowiadało m.in. Gdańskie Przedsiębiorstwo Budowlane. W 1974 roku rozpoczęto budowę kotłowni, a następnie bloków mieszkalnych. Bloki oddawano do użytku stopniowo, od sierpnia 1975 r. do 1977 r. W 1978 r. oddano do użytku Szkołę Podstawową nr 9. Kompleks pawilonów handlowo- usługowych budowano w latach 1975-83.
W związku z budową nowego osiedla erygowano nową parafię pod wezwaniem Zesłania Ducha Świętego. Tymczasowa kaplica była gotowa w 1982 r., a nowy kościół wybudowano w 2004 roku.
Brodwino jest jedynym sopockim osiedlem posiadającym wyłączną zabudowę blokową. Ulice osiedla noszą nazwy sławnych Polaków – Oskara Kolberga i Władysława Cieszyńskiego. Północna granica osiedla jest równocześnie granicą administracyjną Gdyni i Sopotu (jest to historyczna granica Wolnego Miasta Gdańska). Połączenie z centrum miasta, stacją SKM w ościennym Kamiennym Potoku i z Karwinami zapewniają autobusy gdyńskiej komunikacji miejskiej. Przez osiedle prowadzi turystyczny szlak Kartuski.

## Edukacja
Na terenie dzielnicy znajdują się następujące placówki edukacyjne:
- Przedszkole z Oddziałami Integracyjnymi nr 12 - ul. Kolberga 8[4];
- Szkoła Podstawowa z Oddziałami Integracyjnymi nr 9 im. gen. Władysława Sikorskiego - ul. Kolberga 15[5];
- III Liceum Ogólnokształcące im. Agnieszki Osieckiej - ul. Kolberga 15[6].